# 中国山西省日本軍残留問題
中国山西省日本軍残留問題（ちゅうごくさんせいしょうにほんぐんざんりゅうもんだい）は、日中戦争終結後、中華民国山西省にあった日本軍と在留日本人が戦争終結の帰国命令に従うことなく現地にとどまり、そのうち約2600人が中国国民党軍の閻錫山（えんしゃくざん）が指揮する軍隊へ編入され、終戦後も4年間にわたり戦闘員として中国共産党軍と戦った問題である。2006年にこの問題を扱った映画『蟻の兵隊』が公開されたことにより、事件の存在がひろく知られるようになった。

## 概要
残留の発端は、中国共産党軍（中原野戦軍）と対決していた閻錫山が内戦の本格化を見越し、日本人らの大規模残留を望んだことにある。閻は復員列車を止めるなどの妨害を行い、1万人規模の軍主力の残留を要求した。そして、復員輸送を円滑に進めるための捨て石的存在として、軍の一部が残留せねばならないとされた。
これに日本軍の一部（当時山西省を担当していた澄田𧶛四郎中将麾下の支那派遣軍第一軍将兵59000人）が応じた。また、城野宏や河本大作ら現地の関係者が同調し、結果、当時3万人いた民間人のうち約1万もの人数が残留に応じた。紆余曲折の末、在留日本人および日本兵を合計した約2600人（うち軍出身の現役組は約半数を占める）が戦闘員（特務団）として現地に残され閻錫山の軍隊に編入、終戦後も4年間の内戦を戦うこととなった。
4年間のうちに約1600名は日本へ内地帰還できたが、残り約1000人のうち約550名が戦死、残りは人民解放軍により長きにわたる俘虜生活を強いられた。
この残留では、A級戦犯としての追訴を免れると同時に日本軍兵力の温存を望む澄田と、共産軍と戦うために国民党軍の戦力の増強を目論んだ閻との間で不明朗な合意が結ばれ、現役日本兵のうち残留を希望しない者も正規の軍命により残留を余儀なくされたと主張して、一部の元残留日本兵が軍人恩給の支給を求めるという形で訴訟を起こしている。
しかし、日本政府は残留兵を「志願兵」とみなして「現地除隊扱い」とし、原則として恩給などを補償しないという姿勢である。2005年には本件で最高裁判所に上告したが敗訴している。
2006年公開のドキュメンタリー映画『蟻の兵隊』において、元残留兵の奥村和一が、山西省档案館（公文書館）において残留軍の総隊長訓と総隊部服務規定を提示している。総隊長訓は「総隊は皇国を復興し天業を恢弘するを本義とす」から始まり、残留軍が終戦後も旧日本軍の規律を維持していたことが窺える。この文書は裁判に提出済だったが、山西省人民検察院では、1949年に澄田が帰国する際に閻が書いた手紙を発見している。このことから当時、現地処理の際に中華民国側の閻の要請を受けた澄田が、部下を中国大陸に残す際に残留部隊に対し、事実と異なる嘘の駐留目的（中国共産軍との戦いのために一部の日本軍部隊を現地に残し中華民国軍の戦力に編入することを在地司令官の間で秘密裏に決められた）を伝えていた可能性がある。

## 文献情報
- 城野宏『山西独立戦記』雪華社、1967年。doi:10.11501/2998037。 NCID BN11528440。NDLJP:2998037。
- 永富博道『白狼の爪跡 : 山西残留秘史』新風書房、1995年。ISBN 4882693151。 NCID BN14441724。
- 染谷金一『軍司令官に見捨てられた残留将兵の悲劇 : 中国山西省太原・大同』全貌社、1991年。ISBN 4793801293。 NCID BN07839990。
- 奥村和一・酒井誠『私は「蟻の兵隊」だった―中国に残された日本兵』岩波ジュニア新書（岩波書店）、2006年。ISBN 978-4005005376
- 池谷薫『蟻の兵隊 : 日本兵2600人山西省残留の真相』新潮社、2007年。ISBN 9784103051312。 NCID BA82627371。
- 張宏波「日本軍の山西残留に見る戦後初期中日関係の形成」『一橋論叢』第134巻第2号、日本評論社(発売）、2005年8月、187-208頁、doi:10.15057/15542、ISSN 00182818、NAID 110007642923。